# Arhaphes granulatus
Arhaphes granulatus is een keversoort uit de familie kniptorren (Elateridae). De wetenschappelijke naam van de soort is voor het eerst geldig gepubliceerd in 1896 door Ernest Candèze.